# Linspire
Linspire (известна преди и като LindowsOS) е платена дистрибуция на операционната система GNU/Linux. Според създателите си е предназначена преди всичко за лесно използване у дома, в училище и в малкия офис.
Последната версия излиза на 18 декември 2023 г.

## История
Майкъл Робъртсън основава Linspire през август 2001 г. и е неин президент до 15 юни 2005 г., когато Кевин Кармъни го замества.
Първата версия на Linspire (тогава се е казвала Lindows) е пусната през 2001 г.
Първоначалният замисъл на Lindows била за операционна система, на която лесно и безпроблемно да се стартира познат от Microsoft Windows средата софтуер (чрез WINE), но след това този замисъл бива изоставен и сега идеята е да се развива дистрибуция, която да предоставя лесен начин за сваляне, инсталиране и използване на Linux програми. Това е реализирано с помощта на технологията CNR (click and run – щракваш и тръгва), която е базирана на Advanced Packaging Tool (APT). CNR има достъп до над 20 000 различни софтуерни продукта, като притежава лесен за използване потребителски интерфейс, множество екстри и бързина.
Linspire използва имена на риби като кодови имена за своите продукти:
- Coho – кодово име на Linspire/LindowsOS 4.5.
- Marlin – кодово име на Linspire Five-0 (5.0 и 5.1) и Freespire 1.0
- Skipjack tuna – кодово име на Freespire 2 и Linspire 6.0
- Sanddab – кодово име на версиите след това

## Съдебно дело
Компанията Lindows е дадена под съд от Microsoft през 2002 година заради сходното звучене с тяхната запазена марка Windows. Развитието на този случай е доста интересно – през месец февруари 2004 г. исковете на Microsoft са отхвърлени, след което компанията на Бил Гейтс, притеснена, че може да загуби правата върху думата Windows, предлага на своя конкурент сумата от 24 млн. щ.д. за откупуване на запазената марка Lindows. Така Lindows се преименува в Linspire.

## Поддръжка на свободния софтуер
Според самите тях компанията Linspire оказва активна подкрепа на проекти, занимаващи се със свободен софтуер, измежду които са Firefox и KDE.

## CNR (Щракваш и тръгва)
CNR (Click aNd Run – щракваш и тръгва) е пакетен мениджър, чрез който може да се инсталират програми и игри за Linux система. Информацията е организирана по категории, има картини, описания и ревюта. Дадена програма може да се изтегли и инсталира само с едно шракване на мишката. Чрез CNR Aisles може да се теглят групи софтуер от интернет каталога само с едно щракване на мишката.
CNR е безплатен и от 2007 г. с отворен код. Има и платена версия, предлагаща повече екстри, безплатно подновяване към по-нови версии на Linspire и големи отстъпки при закупуване на комерсиални продукти като Win4Lin Pro, StarOffice 8, TransGaming Cedega и много други.

## Freespire
На 7 август 2006 г. Linspire пуска напълно безплатна версия на своята операционна система – Freespire.